# Det unge Grænseværn
|  | Denne artikel er oprettet af botten Steenthbot ud fra en ekstern database. Den kan derfor have sproglige fejl eller mangler. Denne skabelon kan fjernes efter kontrol af indholdet. |

Det unge Grænseværn er en dansk dokumentarisk optagelse fra 1939.

## Handling
Filmen viser eksempler på foreningen Det unge Grænseværns (D.u.G.) omfattende arbejde. Indledningsvist ses optagelser fra et børneidrætsstævne i Tønder afholdt 10/5 1933. Optog med blomstersmykkede heste og børn gennem byen. Lensgreve Schack, der er præsident for foreningen, holder åbningstalen. 300 børn danser folkedans under Carla Schiblers ledelse. De enkelte skolers opvisning i gymnastik, idræt og folkedans. Amtskonsulent Svendsen og foreningens formand lærer Peter Marcussen samt andre engagerede borgere ses. Skolernes blomsteroptog. Børn optræder med scener fra H.C. Andersens eventyr. Lærer Madsen forestår gymnastikopvisning med sine 1000 børn.

Optagelser fra D.u.G.'s årsstævne 1934 med deltagelse af 30-35.000 mennesker, afholdt på Skamlingsbanken. Årsstævnet 16/6 1935 i Løgumkloster. Årsstævnet 1936 i Graasten med deltagelse af flere nordiske talere. 6. årsstævne afholdes 25/6 1939 i Tønder.

Grænselandet og D.u.G.'s arbejde præsenteres i optagelser fra bl.a. Møgeltønder, Rudbøl, marskområdet, Højer, Jyndevad, Krusaa og Kollund med foreningens bygning 'Grænsehjemmet' (et kombineret vandrehjem og kulturhus indviet i 1936, nu Fakkelgården).

## Medvirkende
- Peter Marcussen